# Робърт де Нола
Робърт де Нола, известен още под псевдонима Робърт Местре, е каталонски готвач, автор на първите печатни книги с готварски рецепти на каталонски, Llibre del Coch (на каталонски готви книга). Той е служил като готвач крал на Неапол Фердинанд I.

## Llibre del Coch
Нола Llibre дел Coch публикува под псевдонима Робърт Местре в Барселона през 1520. За първи път е публикувана готварска книга на каталонски. Той също така е преведена на испански и кастилски и първото такова издание е публикувано в Толедо през 1525. Някои части от книгата са базирани на Llibre de Сент Sovi, известният средновековен готварска книга. Тя съдържа рецепти и кулинарни традиции на 14 век.